# David Dalby
David Dalby (Londra, 7 gennaio 1933 – Carmarthen, 24 agosto 2022) è stato un linguista britannico, fondatore del Linguasphere Observatory e grande esperto di lingue africane.

## Biografia
Nato a Londra, è cresciuto a Cardiff nel Galles. Ha studiato francese e tedesco al Queen Mary College dell'Università di Londra, dove si è laureato in lingue straniere nel 1956. In seguito ha lavorato per tre anni con la United Africa Company a Londra, in Ghana e in Nigeria, poi ha proseguito gli studi e nel 1960 ha ottenuto un PhD in tedesco medievale all'Università di Londra.
Nel 1961 ha iniziato la carriera accademica come insegnante di lingue al Fourah Bay College, che poi diventerà la University of Sierra Leone. Dal 1963 al 1983 è stato membro del "Department of Africa at the School of Oriental & African Studies" (SOAS) dell'Università di Londra, dove è tuttora Emeritus Reader in lingue dell'Africa occidentale. In quegli anni ha diretto il Centre of African Studies e l'International African Institute (IAI) a Londra e Parigi.
Nel 1969 è stato Visiting Professor all'Università dell'Indiana. Nel 1972 ha organizzato una conferenza internazionale a Londra sulla civiltà Mandingo dell'Africa occidentale. Negli anni 70 ha collaborato con l'UNESCO in programmi educativi sullo studio, la mappatura e la classificazione delle lingue africane.
Nel 1983 Dalby è stato Visiting Professor al "Centre International de Recherches sur le Bilinguisme" dell'Università Laval di Québec, dove ha fondato l'Observatoire Linguistique, oggi noto come Linguasphere Observatory. Trasferitosi in Normandia, nel 1986 ha ottenuto, oltre alla cittadinanza britannica, anche la cittadinanza francese. Negli anni ottanta e novanta si è occupato della creazione del primo elenco e classificazione di 22 700 lingue e sistemi di scrittura, il "Linguasphere Register of the World's Languages & Speech Communities", pubblicato in due volumi in dicembre 1999 e gennaio 2000.
Nel 1995 Dalby è tornato nel Galles e nei primi anni 2000 ha collaborato con la British Standards Institution (BSI), l'AFNOR (Association française de normalisation) e l'ISO (International Standards Organization) per la creazione di un sistema codificato delle lingue del mondo, tra cui lo standard ISO 639-6, che classifica con un codice di 4 lettere tutte le lingue del mondo.
David Dalby ha dichiarato che la sua occupazione più importante è però stata quella di genitore dei suoi cinque figli, il più giovane dei quali, Rhoswen Enfys, è nato nel 2001.

## Pubblicazioni
Selezione di libri, articoli giornalistici e accademici pubblicati da David Dalby:
- 1969	  Americanisms that may once have been Africanisms, The Times, July 19th, p. 9
- 1970	  Jazz, jitter and jam, New York Times, November 10th, p. 47
- 1971	  O.K., A.O.K. and O KE, New York Times, January 8th , p. 31 [2]
- 1971  The etymology of O.K., The Times, January 14th, p. 14
- 1972	 The Manding people and their language, in Guy Atkins, Manding: Focus on an African civilisation, London: SOAS, pp. 3–10
- 1975	   Mapping Africa's Languages (David Dalby interviewed by Michael Pye), The Sunday Times, December 14th
- 1977	  The Language Map of Africa and the adjacent islands, London: International African Institute
- 1980	 Francophonie et anglophonie: relations historiques et actuelles, Culture Française n. 4 - 1980
- 1985	  Africa: the culture and the continent in UNESCO, Characteristics of African cultural areas south of the Sahara, Paris: UNESCO, pp. 17–25
- 1987	  English, the new Lingua Franca, in Language and Society (quarterly of Canada's Commissioner of Official Languages)
- 1995	  Languages (article) in Encyclopedia of the Future, New York: Macmillan, vol. 2, pp. 535–36
- 1997	  Global study finds world speaking in 10,000 tongues (David Dalby interviewed by John Carvel), The Guardian, July 22nd, p. 5
- 1999   The Linguasphere Register of the World's Languages & Speech Communities, vol. 1, Hebron (Wales), Linguasphere Press
- 2000	  The Linguasphere Register of the World's Languages & Speech Communities, vol. 2, Hebron (Wales), Linguasphere Press
- 2004	  Standards for Language Codes: developing ISO 639-6 (with L. Gilham et al.), Paris: European Language Resources Association, Vol. 1, pp. 127–130
- 2008	  Development of international languages since 1914, in History of Humanity, vol. VII: the Twentieth Century, Paris & London, pp. 524–530